# Berthold Dieden (1849–1919)
Berthold Marianus Dieden, född 31 mars 1849 i Malmö, död 29 mars 1919 i Malmö, var en svensk grosshandlare. Han var son till Johan Henrik Dieden senior, bror till Johan Henrik Dieden (junior), farbror till Gotthard Dieden och far till Berthold Dieden och Herbert Dieden.

## Biografi
Dieden var verksam som grosshandlare i Malmö. Han var från 1887 ledamot av styrelsen för Malmö sparbank, från 1895 av centralstyrelsen för Skånes Enskilda Bank och från 1900 av Skånska inteckningsaktiebolaget i Malmö. Han var senare ledamot av styrelserna för Skandinaviska Kreditaktiebolaget och Kockums Järnverks AB. Han var 1893–1908 ledamot av Malmö stadsfullmäktige. Dieden var från 1877 till sin död gift med Bertha Flensburg (1857–1952), dotter till konsul Theodor Flensburg. Makarna Dieden är begravda på Sankt Pauli mellersta kyrkogård i Malmö.